# باربرا ساري
بربارا ساري (بالمجرية: Sári Barbara)‏ (من مواليد 6 نوفمبر 1990 ، في جيور) هي لاعبة كرة يد مجرية .

## روابط خارجية
- باربرا ساري على موقع الاتحاد الأوروبي لكرة اليد (الإنجليزية)

- Barbara Sári بيانات حساب اللاعب على Dunaújvárosi NKS الموقع الرسمي[وصلة مكسورة] [ رابط ميت دائم ][ رابط ميت دائم ]
- باربرا ساري إحصائيات الوظيفي على Worldhandball.com